# Gdańsk villamosvonal-hálózata
Gdańsk villamosvonal-hálózata (lengyel nyelven: Tramwaje w Gdańsku) Lengyelország Gdańsk városában található. Összesen 11 vonalból áll, a hálózat teljes hossza 58,1 km. Jelenlegi üzemeltetője a Zarząd Transportu Miejskiego.
A vágányok normál nyomtávolságúak, az áramellátás felsővezetékről történik, a feszültség 600 V egyenáram. 
A forgalom 1873 indult el.

## Villamosok
2020-ban az alábbi járműtípusok voltak forgalomban:
| Kép | Sorozat                      | Gyártási év                                           | Darabszám |
| --- | ---------------------------- | ----------------------------------------------------- | --------- |
|     | Konstal 105Na Konstal 105NCh | 1982                                                  | 26        |
|     | Konstal 114Na                | 1997                                                  | 2         |
|     | Konstal NGd99                | 1999                                                  | 4         |
|     | Bombardier NGT6              | 2007                                                  | 3         |
|     | Düwag N8C-NF                 | production: 1978–1986 modernization: 2009, 2015, 2017 | 62        |
|     | PESA 120Na                   | 2010                                                  | 35        |
|     | PESA 128NG                   | 2014, 2019, 2020                                      | 35        |